# Elizabeth Tulloch

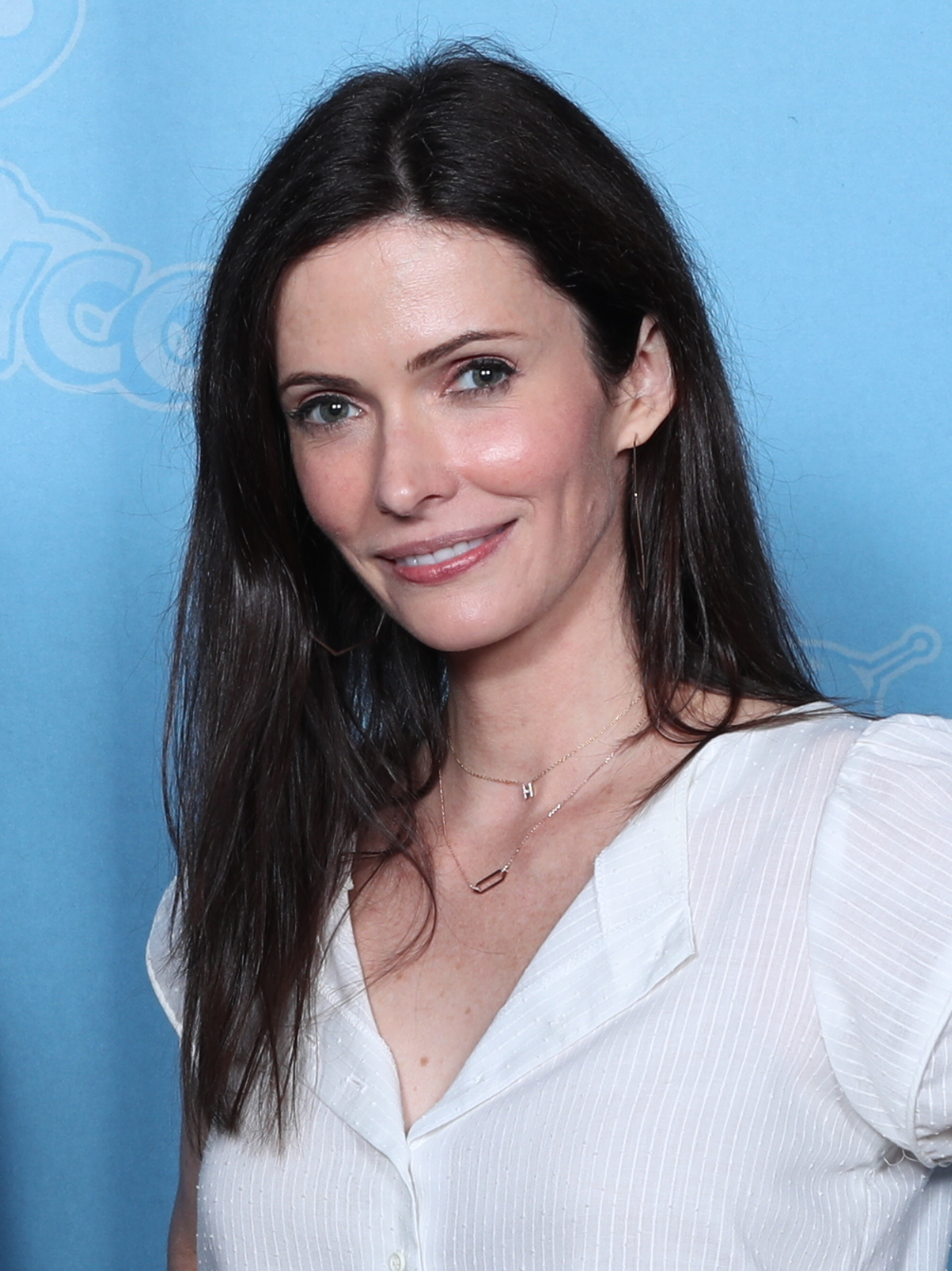
Elizabeth Tulloch (2021)

Elizabeth „Bitsie“ Tulloch (* 19. Januar 1981 in San Diego, Kalifornien) ist eine US-amerikanische Schauspielerin. Sie ist bekannt durch ihre Hauptrollen als Juliette Silverton in der Fernsehserie Grimm und Lois Lane in Superman & Lois.

## Leben
Tullochs Vater ist Bankangestellter und war bei Banken im lateinamerikanischen Raum beschäftigt. Daher wuchs sie in Spanien, Uruguay und Argentinien auf. Nach der Rückkehr in die USA besuchte sie Schulen in Bedford, New York, und absolvierte ein Studium an der Harvard University. Der Name „Bitsie“ ist der Spitzname ihres Großvaters für sie.
Im Dezember 2014 bestätigte Tulloch die Beziehung zu ihrem Grimm-Co-Star David Giuntoli. Im April 2016 verlobten sie sich. Im Juni 2017 folgte die Hochzeit. 2019 kam eine gemeinsame Tochter zur Welt.

## Filmografie (Auswahl)

### Filme
- 2008: Lakeview Terrace
- 2008: Uncross the Stars
- 2010: Alpha und Omega (Alpha and Omega, Sprechrolle)
- 2011: The Artist
- 2012: Caroline and Jackie
- 2012: Losing Control
- 2013: Parkland
- 2015: Erschütternde Wahrheit (Concussion)
- 2015: Chronic
- 2016: Dead Draw
- 2017: We Love You, Sally Carmichael!

### Serien
- 2004: The West Wing – Im Zentrum der Macht (The West Wing, Folge 6x03)
- 2006: Cold Case – Kein Opfer ist je vergessen (Cold Case, Folge 4x02)
- 2007: Lonelygirl15 (15 Folgen)
- 2008: Moonlight (Folge 1x12)
- 2008: Quarterlife (sechs Folgen)
- 2008: Dr. House (House, Folge 5x11)
- 2010: Tyranny (vier Folgen)
- 2010: Outlaw (Folge 1x06)
- 2011–2017: Grimm (119 Folgen)
- 2014: Grimm: Love Is in the Air (vier Folgen)
- 2018–2019: The Flash (zwei Folgen)
- 2018–2019: Supergirl (zwei Folgen)
- 2019: Batwoman (Folge 1x09)
- 2020: Arrow (Folge 8x08)
- 2020: Legends of Tomorrow (Folge 5x01)
- 2021–2024: Superman & Lois